# Університетське Агентство Франкофонії
Університетське агентство франкофонії (фр. L’Agence universitaire de la Francophonie) — глобальна мережа франкомовних вищих навчальних закладів і наукових установ. Заснована в Монреалі, Квебек, Канада, у 1961 році як Асоціація університетів частин і цілісності французької мови (AUPELF), AUF є багатосторонньою установою, яка підтримує співпрацю та солідарність між франкомовними університетами та установами. Він працює у франкомовних і немовних країнах Африки, арабського світу, Південно-Східної Азії, Північної та Південної Америки та Карибського басейну, Центральної, Східної та Західної Європи. Станом на 2020 рік AUF налічує 1007 членів (державні та приватні університети, інститути вищої освіти, науково-дослідні центри та інституції, інституційні мережі та мережі університетських адміністраторів), розподілених у франкомовних країнах на шести континентах. Він діє в 119 країнах і представлений регіональними офісами та інформаційними центрами в кампусах та в інститутах. Асоціація отримує фінансування від Міжнародної організації франкофонії (OIF), а її штаб-квартира знаходиться в Університеті Монреаля, Квебек.

## Історія
У 1959 році Жан-Марк Леже (канадський журналіст Le Devoir) і Андре Башан (директор зі зв’язків з громадськістю Монреальського університету) висловили ідею створення всесвітньої організації, яка мала б створити зв’язок між франкомовними університетами. 13 вересня 1961 року в Монреалі близько 150 представників франкомовного світу створили основу того, що згодом стане Association des Universités Partiellement ou Entièrement de Langue Française (AUPELF), французькою мовою для «Асоціації частково або повністю французько- мовні університети». З 1972 по 1975 рік Роберт Маллет очолював раду директорів AUPELF.

## Структура
Асоціація складається з семи органів:
- Загальні збори: Головний орган AUF. Кожні чотири роки 774 члени асоціації збираються, щоб визначити цілі та стратегію на наступні чотири роки. Він контролює раду директорів.
- Рада асоціації: посилює солідарність між вищими навчальними закладами та науково-дослідними установами асоціації, заохочуючи їх до досягнення відповідних цілей
- Рада директорів: Орган управління, до складу якого входять представники університету та уряду
- Вчена рада: Вирішує методику програм AUF та забезпечує їх академічну якість. Її члени обираються за їхніми технічними та професійними навичками в культурі, науці та техніці.
- Президент: Обираються загальними зборами на один чотирирічний термін, вони очолюють раду асоціації та раду директорів.
- Ректор: Обираються радою директорів на чотирирічний термін, їх основною функцією є виконання фінансових зобов’язань вищих навчальних закладів та наукових установ.
- Фонд розвитку та співробітництва університету: Керує ректор

## Партнерські відносини
Agence universitaire de la Francophonie розробило партнерство з трьома цілями:
- Створити більше університетів і надати їм значну роль у розвитку
- Розвивати зв'язки між AUF, установами-членами та агенціями розвитку (фонди, НУО, територіальні колективи тощо.)
- Підвищити розвиток можна наступними способами:
  - Надайте знання асоціації у розпорядження відповідних проектів
  - Сприяти науковому оцінюванню
  - Використовувати інструменти університетської та наукової співпраці

Серед своїх партнерів AUF – Європейський Союз, ЮНЕСКО та Світовий банк. Просили допомогти у:
- Управління проектами
- Технічні оцінки
- Інформаційні технології та зв'язок
- Розвивальні мережі

## Видавництво
У 2001 році Agence universitaire de la Francophonie сприяло створенню електронних франкомовних наукових журналів. Франкомовні цифрові кампуси були створені для підтримки розвитку ІТК (інформаційно-комунікаційних технологій). AUF проводить семінари з презентації та публікації наукових статей. Фінансова підтримка доступна для обраних проектів.

## Мережі

### Дослідження
- Лексикологія, термінологія, переклад
- Соціолінгвістика
- Ерозія і гідрологія
- Економіка
- Демографія
- підприємливість
- Біотехнологія
- Науки про здоров'я

### Інституціоналізм
- Ветеринарна медицина (AEEVTPLF)
- Управління (CIDEGEF)
- Медицина (CIDMEF)
- Аптека (CIDPHARMEF)
- Закон (CIFDUF)
- Інженерія (CITEF)
- Журналістика (Теофраст)
- Стоматологія (CIDCDF)
- Інформаційні науки (AIESI)
- Наука і технології (CIRUISEF)
- Урбанізація (APERAU)